# Donacia malinovskyi
Donacia malinovskyi (лат.) — вид листоедов (Chrysomelidae) из подсемейства радужниц (Donaciinae).

## Распространение
Распространён в Центральной Европе от Франции до Польши, и от Восточной Европы до Бассейна Волги.

## Описание
Жук длиной 7-10 мм. Верхняя часть тела тёмно-зелёного или фиолетового цвета, на боках золотистое, реже верх золото-бурый. Вершины надкрылий обрезаны прямо. Срединная бороздка переднеспинки глубокая.

## Экология
Вид встречается в лесной и лесостепной зонах. Обычно на растениях рода манник (Glyceria).

## Аберрация
- Donacia malinovskyi ab. arundinis